# Manda (Rombo)
Manda ist ein Verwaltungsbezirk (Ward) des Distrikts Rombo in der tansanischen Region Kilimandscharo.

## Geografie
Manda liegt im Nordosten von Tansania etwa 30 Kilometer Luftlinie ostnordöstlich der Regionshauptstadt Moshi. Es grenzt im Norden an Mengeni, im Osten an Ngoyoni, im Süden an Mengwe, im Südwesten an Mamsera und im Westen in einem Punkt an Mwika Kaskazini des Distrikts Moshi.
Bei der Volkszählung 2022 lebten 3634 Menschen in 1037 Haushalten auf einer Fläche von 4,4 Quadratkilometern.

## Gliederung
Der Bezirk besteht aus zwei Gemeinden (Mtaa) mit zehn Orten (Kitongoji):
| Manda Juu - Uhembeni - Mfuruwasheni - Msudu - Onya - Marambe | Manda Chini - Mashingoni - Laamba - Fiinga - Mtenguleni - Kamatura |

## Wirtschaft und Infrastruktur
- Gesundheit: Die Manda Juu RC Dispensary ist eine private Apotheke, die auch kleine chirurgische Eingriffe durchführt.[7]
- Verkehr: Durch den Bezirk verläuft die asphaltierte Nationalstraße T21, die östlich des Kilimandscharo nach Kenia führt.[8]